# Коракаки, Анна
Анна Коракаки (греч. Άννα Κορακάκη; род. 8 апреля 1996, Драма) — греческая спортсменка (пулевая стрельба), чемпионка и бронзовый призёр Игр XXXI Олимпиады в стрельбе из пневматического пистолета.
Также является чемпионкой мира 2018, чемпионкой Средиземноморских игр 2018 и 2022, победительницей юниорского чемпионата Европы 2014, серебряным призером чемпионата мира 2022, Европейских игр 2015 и юниорского чемпионата Европы 2011, бронзовым призером юниорского чемпионата мира 2014, семикратной победительницей этапов кубка мира.

## Биография
Родилась 8 апреля 1996 года в Драме. Родители — Тасос Коракакис (Τάσος Κορακάκης) и Фотини Христодулу (Φωτεινή Χριστοδούλου).
Тренируется под руководством своего отца, Тасоса Коракакиса. Ее младший брат, Дионисиос Коракакис, также выступает за сборную Греции по стрельбе.
12 марта 2020 года стала первым факелоносцем в эстафете олимпийского огня (для Олимпиады-2020 в Токио), которая началась на стадионе в Олимпии.